# الیس سیپیلا
الیس سیپیلا (فنلاندی: Elis Sipilä؛ ۲۷ اکتبر ۱۸۸۷ – ۱۳ دسامبر ۱۹۵۸) ژیمناست اهل فنلاند بود.
وی در مسابقات کشوری و بین‌المللی در مجموع برندهٔ ۱ مدال برنز شده‌است.